# BMW International Open 2010
Het BMW International Open is een golftoernooi van de Europese PGA Tour en wordt in 2010 gespeeld van 24-27 juni. Zoals meestal vindt het BMW International Open plaats op de Golfclub München Eichenried bij München. De laatste editie werd gewonnen door Nick Dougherty.

## De baan
| Hole   | 1   | 2   | 3   | 4   | 5   | 6   | 7   | 8   | 9   | Out  | 10  | 11  | 12  | 13  | 14  | 15  | 16  | 17  | 18  | In   | Totaal |
| ------ | --- | --- | --- | --- | --- | --- | --- | --- | --- | ---- | --- | --- | --- | --- | --- | --- | --- | --- | --- | ---- | ------ |
| Meters | 395 | 190 | 409 | 319 | 303 | 440 | 403 | 180 | 509 | 3148 | 429 | 508 | 140 | 340 | 448 | 424 | 292 | 173 | 519 | 3273 | 6421   |
| Yards  | 432 | 208 | 447 | 349 | 331 | 481 | 441 | 197 | 557 | 3443 | 469 | 556 | 153 | 372 | 490 | 464 | 319 | 189 | 568 | 3580 | 7023   |
| Par    | 4   | 3   | 4   | 4   | 4   | 5   | 4   | 3   | 5   | 36   | 4   | 5   | 3   | 4   | 4   | 4   | 4   | 3   | 5   | 36   | 72     |

## Verslag

#### Ronde 1
Bradley Dredge en Peter Whiteford zijn samen met -8 aan de leiding gegaan. Het was windstil, dus de baan speelde gemakkelijk; 96 spelers staan onder par, incl. gastheer Bernhard Langer, die op -2 staat. Chapchai Nirat begon met zes birdies op de eerste zeven holes. Hij deelt de derde plaats met Phillip Price, Ariel Cañete en Jeppe Huldahl.

#### Ronde 2
Bradley Dredge hoopt op een plaats in het team van de Ryder Cup als hij dit toernooi wint. Hij staat nu alleen aan de leiding met twee rondes te gaan. Nicolas Colsaerts, Maarten Lafeber en Joost Luiten hebben zich voor het weekend geplaatst, Robert-Jan Derksen niet.

#### Ronde 3
13:30 uur: Joost Luiten is net binnen en heeft een merkwaardige ronde gemaakt, op hole 6 en hole 16 maakte hij een eagle en op hole 11 een 9! Toch eindigde hij op 70 (-2) en staat voorlopig op de 37ste plaats. Colsaerts en Lafeber hebben pas 9 holes gespeeld en staan beiden -2. De leiders zijn net gestart.

15:30 uur: Colsaerts is geëindigd op -4, Lafeber op -1. De grootste steigers in de rangorde zijn Danny Lee en Raphaël Jacquelin, zij maakten 65.

18:30 uur: Ross Fisher heeft weer een ronde van 66 gemaakt en staat nu op de 2de plaats samen met Simon Thornton die drie keer 67 maakte. Bradley Dredge heeft nog een voorsprong van drie slagen.

#### Ronde 4
Het leek alsof het niet meer mis kon gaan maar Dredge heeft het toernooi niet gewonnen. Na negen holes stond hij op -2 en leek alles nog voor de wind te gaan. Op hole 10 maakte hij een bogey, op hole 12 weer en op hole 14 weer. Hij stond dus op dat moment op -17, Ross Fisher weer op -15. Ondertussen stond David Horsey, die in de flight voor hen speelde, na zestien holes op -17. Dredge maakte een dubbelbogey op hole 16. Horsey maakte nog een birdie op de laatste hole en vermeed een play-off. Hij maakte zijn derde ronde van 67. Verdiend gewonnen. Ross Fisher eindigde met een eagle op de laatste hole en werd tweede. Dredge werd 3de en deelt die plaats met Alex Cejka, Pablo Larrazábel, Kenneth Ferrie en Rafael Cabrera Bello.
- Leaderboard

| Eindstand | Naam               | R1 | Score | Nr  | R2 | Score | Totaal | Nr  | R3 | Score | Totaal | Nr  | R4 | Score | Totaal |
| --------- | ------------------ | -- | ----- | --- | -- | ----- | ------ | --- | -- | ----- | ------ | --- | -- | ----- | ------ |
| 1         | David Horsey       | 69 | -3    | T27 | 67 | -5    | -8     | T14 | 67 | -5    | -13    | T5  | 67 | -5    | -18    |
| 2         | Ross Fisher        | 69 | -3    | T27 | 66 | -6    | -9     | T11 | 66 | -6    | -15    | T2  | 70 | -2    | -17    |
| T3        | Pablo Larrazábal   | 66 | -6    | T7  | 66 | -6    | -12    | 2   | 72 | par   | -12    | T8  | 68 | -4    | -16    |
| T3        | Bradley Dredge     | 64 | -8    | T1  | 67 | -5    | -13    | 1   | 67 | -5    | -18    | 1   | 74 | +2    | -16    |
| T9        | Simon Thornton     | 67 | -5    | T9  | 67 | -5    | -10    | T5  | 67 | -5    | -15    | T2  | 73 | +1    | -14    |
| T11       | Joost Luiten       | 69 | -3    | T27 | 72 | par   | -3     | T60 | 69 | -3    | -6     | T48 | 65 | -7    | -13    |
| T11       | Peter Whiteford    | 64 | -8    | T1  | 69 | -3    | -11    | T3  | 70 | -2    | -13    | T5  | 72 | par   | -13    |
| T17       | Paul Lawrie        | 69 | -3    | T27 | 65 | -7    | -10    | T5  | 68 | -4    | -14    | 4   | 74 | +2    | -12    |
| T27       | Maarten Lafeber    | 71 | -1    | T67 | 68 | -4    | -5     | T33 | 71 | -1    | -6     | T48 | 67 | -5    | -11    |
| T61       | Nicolas Colsaerts  | 69 | -3    | T27 | 71 | -1    | -4     | T47 | 68 | -4    | -8     | T28 | 75 | +3    | -5     |
| MC        | Robert-Jan Derksen | 72 | par   | T97 | 70 | -2    | -2     | T77 |    |       |        |     |    |       |        |

## De spelers
Er doen zeven voormalige winnaars mee. Eenmaal won een Duitse speler, Martin Kaymer. Tot nu toe heeft niemand het toernooi tweemaal gewonnen, maar Miguel Ángel Jiménez heeft driemaal een BMW-toernooi gewonnen: in 2004 het BMW Asian Open en het BMW International Open en in 2006 het BMW PGA Kampioenschap op Wentworth.
| - Felipe Aguilar - Thomas Aiken - Fredrik Andersson Hed - Richard Bland - Grégory Bourdy - Gary Boyd - Paul Broadhurst - Mark Brown - Andrew Butterfield - Rafael Cabrera Bello - Michael Campbell - Clodomiro Carranza - Ariel Cañete - Alejandro Cañizares - Paul Casey - Christian Cévaër - S S P Chowrasia - Darren Clarke - George Coetzee - Robert Coles - Nicolas Colsaerts - Andrew Coltart - Robert-Jan Derksen - David Dixon - Stephen Dodd - Andrew Dodt - Jamie Donaldson - Nick Dougherty (2009) - Bradley Dredge - David Drysdale - Rafa Echenique - Johan Edfors - Ernie Els - Jamie Elson - Martin Erlandsson - Nick Faldo - Niclas Fasth (2007) - Gonzalo Fernández-Castaño | - Kenneth Ferrie - Richard Finch - Oliver Fisher - Ross Fisher - Alastair Forsyth - Mark Foster - Marcus Fraser - Stephen Gallacher - Sergio García - Ignacio Garrido - Ricardo González - Tano Goya - Richard Green - Anders Hansen - Peter Hanson - Grégory Havret - Peter Hedblom - Oskar Henningson - Michael Hoey - David Horsey - David Howell (2005) - Jeppe Huldahl - Sam Hutsby - Mikko Ilonen - Raphaël Jacquelin - Thongchai Jaidee - Miguel Ángel Jiménez (2004) - Michael Jonzon - Anthony Kang - Robert Karlsson (1997) - Martin Kaymer (2008) - Simon Khan - James Kingston - Søren Kjeldsen - Rick Kulacz - Maarten Lafeber - Bernhard Langer - José Manuel Lara | - Pablo Larrazábal - Paul Lawrie - Danny Lee - Thomas Levet - Sam Little - Gary Lockerbie - Shane Lowry - Jean-François Lucquin - Joost Luiten - Mikael Lundberg - David Lynn - Richard McEvoy - Paul McGinley - Ross McGowan - Damien McGrane - Shaun Micheel - Colin Montgomerie (1999) - James Morrison - Alexander Norén - Steven O'Hara - Peter O'Malley - Louis Oosthuizen - Gary Orr - Hennie Otto - John Parry - Phillip Price - Alvaro Quiros - Richie Ramsay - Jyoti Rhandawa - Robert Rock - Marco Ruiz - Brett Rumford - Charl Schwartzel - Marcel Siem - Jeev Milkha Singh - Richard Sterne - Graeme Storm - Scott Strange | - Daniel Vancsik - Anthony Wall - Marc Warren - Steve Webster - Peter Whiteford - Danny Willett - Chris Wood - Fabrizio Zanotti Sponsoruitnodiging - Ross Bain - Lorenzo Gagli - Matteo Manassero - Oliver Fisher - Sam Hutsby - Sven Strüver - Tino Schuster Nationale Order of Merit - Alex Cejka - Nicolas Meitinger - Christopher Trunzer - Stephan Gross Jr. - Constantin Schwierz - Florian Fritsch - Jochen Lupprian - Sandro Piaget Amateurs - Maximilian Kiefer - Alexander Knappe |